# År
Et år er den tid, det tager Jorden at foretage en omkredsning af Solen. Et tropisk middelsolår er 365,24219878 døgn målt mellem to på hinanden følgende forårsjævndøgn. I Danmark anvendes den gregorianske kalender til at tælle dagene i et år og til at angive årstal. Man anvender skudår for at tilpasse kalenderår til middelsolår.
Det meteorologiske år regnes fra 1. december. I norrøn tid ønskede man hinanden "ár og friďr" – rigdom og fred. Året var løseligt inddelt i sommer- og vinterhalvår. Sommeren var den produktive tid (såtid, fåremåned og hømåned), vinteren var hvile- og forbrugstid, hvor ritualerne overtog, især i forbindelse med julefejringen.

## Etymologi
Ordet "år" har samme rod som engelsk year og tysk Jahr (plattysk Johr); beslægtet med græsk hôros, tid, og latinsk hōra, time.
På norrønt betegnede ordet "år" ikke kun solåret, men havde også betydningen "frugtbarhed", hvoraf modsætningen uår, der betyder et år med sult og nød grundet misvækst og svigtende avlinger.